# 改革国民政党
改革国民政党（かいかくこくみんせいとう）は韓国の政党。2002年12月の大統領選挙を前にした11月、新千年民主党（以下、民主党）の大統領候補であった盧武鉉に近い柳時敏など所謂「親盧系」の人々が政治改革と政党改革を旗印として結成された。政治的立場は進歩的自由主義。略称は改革党。
初代代表に柳時敏を選出。また創党宣言文では地域主義を克服する国民統合政党、全党員が意志決定に参加する参与民主主義政党、未来型インターネット政党を目指すことも盛り込まれた。同月、ハンナラ党議員1名が入党したことで院内政党となった。大統領選挙では盧武鉉の応援団であるノサモとともに選挙運動を展開した。2003年4月末に行われた京畿道高陽市徳陽区甲選挙区の国会議員再選挙では前代表の柳時敏を擁立、民主党の支援も受けて当選を果たした。
盧大統領の与党民主党では新主流派（親盧派）と旧主流派（金大中派）の葛藤が政権発足直後から続き、新主流派は新党結成を宣言する事態となった。一方、改革党はインターネットを用いた党員投票を通じて党解散と新党参加を決定、11月に新主流派によって結成された新党「開かれたウリ党」に柳時敏を初めとする大部分の党員が合流した。しかし、中央選挙管理委員会（以下、中央選管）はインターネットを通じて行われた党解散決議は無効であるとの判断を下し、党解散届を差し戻す決定を行ったため、党自体は解散されなかった。翌2004年9月、法的要件を喪失したため、中央選管によって登録が抹消された。

## 沿革
- 2002年
  - 11月16日：創党大会
  - 11月24日：金元雄議員（ハンナラ党）が入党。共同代表に就任。
- 2003年
  - 1月20日：金元雄が新代表に選出。柳時敏は国会議員再補選出馬のため代表を退く[6]。
  - 4月24日：国会議員再補選で柳時敏前共同代表が当選[7]。
  - 11月1日：党員投票（10月27日～31日）を通じて、党の解散とウリ党への参加を決定。
  - 11月11日：開かれたウリ党結成。
  - 11月19日：中央選管、インターネット党解散決議の無効を宣言。党解散届を差し戻す[8]。
- 2004年
  - 9月13日：中央選管によって政党登録が抹消[9]。